# Трініті Сент-Клер
Бріттні М. Гейз (нар. 3 лютого 1990, Реддінг, Каліфорнія, США), відома як Трініті Сент Клер (англ. Trinity St. Clair) — американська порноакторка.

## Біографія
Народилася 3 лютого 1990 року в місті Реддінг в окрузі Шаста, штат Каліфорнія. Єдина дочка подружньої пари італійського походження. Відкрито говорить, що вона бісексуалка .
В порноіндустрію потрапила у 2010 році, у віці 20 років. Знімалася для таких порностудій, як FM Concepts, Devil's Film, Jules Jordan Video, Hustler, Vivid, Lethal Hardcore, Girlfriends Films, Evil Angel, Filly Films, Kick Ass, Adam & Eve і New Sensations.
На вересень 2019 року знялася в понад 230 порнофільмах.

## Вибрана фільмографія
- Anal Spinners,[7]
- Bigger In Black,[8]
- Evil Anal 20,[9]
- Facial Overload,[10]
- Gangland Cream Pie 22,[11]
- Good Girls Gone Dirty 2,[12]
- Lesbian Seductions 39,[13]
- Naughty Amateurs 5,[14]
- Sex Starved Nymphs,[15]
- Starlet of the Year,[16]
- Teen-ie Titties[17],
- Trinity St. Clair's Sexual Odyssey[18].

## Премії і номінації
| Рік  | Церемонія                         | Результат | Номінація                                       | Робота                              |
| ---- | --------------------------------- | --------- | ----------------------------------------------- | ----------------------------------- |
| 2012 | Rogreviews' Critics Choice Awards | Номінація | Кращий новачок                                  | Н/Д                                 |
| 2013 | AVN Awards                        | Номінація | Краща нова старлетка                            | Н/Д                                 |
| 2013 | Sex Awards                        | Номінація | Порнозірка року                                 | Н/Д                                 |
| 2013 | Spank Bank Awards                 | Номінація | Всестороннє використання всіх отворів           | Н/Д                                 |
| 2013 | Spank Bank Awards                 | Перемога  | Most Adorable Slut                              | Н/Д                                 |
| 2013 | Spank Bank Awards                 | Номінація | Найгарніша дівчина в порно                      | Н/Д                                 |
| 2013 | Spank Bank Awards                 | Номінація | Clam Crazed Cooze of the Year                   | Н/Д                                 |
| 2013 | Spank Bank Awards                 | Номінація | Tweeting Twat of the Year                       | Н/Д                                 |
| 2013 | Spank Bank Awards                 | Номінація | Asshole of the Year                             | Н/Д                                 |
| 2013 | Spank Bank Technical Awards       | Перемога  | Top Spinner                                     | Н/Д                                 |
| 2013 | Spank Bank Technical Awards       | Перемога  | Fearless Fuck Bunny                             | Н/Д                                 |
| 2013 | Spank Bank Technical Awards       | Перемога  | Most Impressive Display of ATM                  | Н/Д                                 |
| 2013 | Spank Bank Technical Awards       | Перемога  | Butt Sex Comedian                               | Н/Д                                 |
| 2013 | XBIZ Award                        | Номінація | Краща нова старлетка                            | Н/Д                                 |
| 2014 | AVN Awards                        | Номінація | Краща акторка другого плану                     | Grease XXX                          |
| 2014 | Spank Bank Awards                 | Номінація | Clam Crazed Cooze of the Year                   | Н/Д                                 |
| 2014 | Spank Bank Awards                 | Номінація | Мастурбатор року                                | Н/Д                                 |
| 2014 | Spank Bank Awards                 | Номінація | Найкрасивіша дівчина в порно                    | Н/Д                                 |
| 2014 | Spank Bank Awards                 | Номінація | Pussy Eating Princess of the Year               | Н/Д                                 |
| 2014 | Spank Bank Awards                 | Номінація | The Total Package                               | Н/Д                                 |
| 2014 | Spank Bank Awards                 | Номінація | Most Beautiful Seductress                       | Н/Д                                 |
| 2014 | Spank Bank Awards                 | Номінація | Most Adorable Slut                              | Н/Д                                 |
| 2014 | XBIZ Award                        | Номінація | Краща акторка другого плану                     | Grease XXX                          |
| 2015 | Nightmoves                        | Номінація | Краща порноакторка-стриптизерка                 | Н/Д                                 |
| 2015 | Nightmoves Fan Awards             | Номінація | Краща порноакторка-стриптизерка                 | Н/Д                                 |
| 2015 | Spank Bank Awards                 | Номінація | Мастурбатор року                                | Н/Д                                 |
| 2015 | Spank Bank Awards                 | Перемога  | Краща посмішка                                  | Н/Д                                 |
| 2015 | Spank Bank Awards                 | Номінація | Fun Sized Fuck Bunny                            | Н/Д                                 |
| 2015 | XBIZ Award                        | Номінація | Краща сексуальна сцена у фільмі гонзо           | Evil Anal 20                        |
| 2016 | Spank Bank Awards                 | Номінація | Most Underrated Slut                            | Н/Д                                 |
| 2016 | Spank Bank Awards                 | Номінація | Інстаграм дівчина року                          | Н/Д                                 |
| 2016 | Spank Bank Awards                 | Номінація | Tightest Twat                                   | Н/Д                                 |
| 2016 | Spank Bank Awards                 | Номінація | Краща посмішка                                  | Н/Д                                 |
| 2016 | Spank Bank Awards                 | Номінація | Best 'Come Fuck Me' Eyes                        | Н/Д                                 |
| 2016 | Spank Bank Awards                 | Номінація | Fun Sized Fuck Bunny                            | Н/Д                                 |
| 2016 | Nightmoves                        | Номінація | Краща порноакторка-стриптизерка                 | Н/Д                                 |
| 2016 | Nightmoves Fan Awards             | Номінація | Краща порноакторка-стриптизерка                 |                                     |
| 2016 | Spank Bank Technical Awards       | Перемога  | Snapchat Sweetheart of the Year                 | Н/Д                                 |
| 2016 | Spank Bank Technical Awards       | Перемога  | Karoake Queen                                   | Н/Д                                 |
| 2017 | Spank Bank Awards                 | Номінація | Customs Specialist of the Year                  | Н/Д                                 |
| 2017 | Spank Bank Awards                 | Номінація | Snapchat Sweetheart of the Year                 | Н/Д                                 |
| 2017 | Spank Bank Awards                 | Номінація | Born To Hand Job                                | Н/Д                                 |
| 2017 | Spank Bank Awards Technical       | Перемога  | Setting The Bar For All Spinners Since 2010     | Н/Д                                 |
| 2018 | AVN Awards                        | Номінація | Краща транссексуальна сцена (із Шанель Сантіні) | Transsexual Girlfriend Experience 4 |